# Francesc de Vinatea
Francesc de Vinatea, né à une date inconnue à Morella et mort à Valence en 1333, est un notable du royaume de Valence. Il est connu pour avoir incarné la résistance du royaume à la politique féodale menée par Alphonse IV d'Aragon et est devenu un symbole et un mythe de l'identité valencienne,.

## Biographie
Vinatea était un ciutadà (« citoyen », nom donné à certains patriciens du royaume de Valence) important et riche propriétaire terrien, justícia criminal en 1329 et premier jurat (jurat en cap (ca)) de la ville de Valence en 1332,. Il est également connu à tort sous le nom de Guillem de Vinatea  à cause d'une erreur dans la Chronique de Pierre le Cérémonieux,.
Selon cette chronique, le roi Alphonse IV avait décidé de diviser le royaume et, selon la demande de son épouse Éléonore, sœur du roi Alphonse XI de Castille, d'accorder d'importantes donations de territoires à leur fils Ferdinand d'Aragon (es), au détriment de l'héritier, futur Pierre IV d'Aragon « le Cérémonieux », à l'encontre des fors de Valence[réf. nécessaire]. Cette politique était soutenue par la noblesse aragonaise, qui voyait ainsi la possibilité d'étendre son influence sur le royaume, limitée jusqu'alors aux zones intérieures[réf. nécessaire]. Les différentes villes affectées demandèrent leur aide aux jurats de la capitale, qui élurent Vinatea pour mener la lutte contre cette décision. Le roi céda aux protestations des Valenciens et révoqua sa décision.
Vinatea meurt peu après, en 1333, d'une cause inconnue.

## La rébellion de Vinatea
La rébellion des jurats prend place dans un contexte d'une seigneuralisation de territoires du royaume de Valence au détriment du domaine royal, déjà entamée auparavant par Jacques II d'Aragon avec d'importantes concessions féodales, bien qu'il fût le premier monarque à avoir déclaré l'indivisibilité des royaumes de sa Couronne, et dont il est probable qu'elle suscitât du mécontentement de ses sujets.
La date exacte de la révolte de Vinatea est inconnue, les historiens pensent qu'elle a dû survenir entre 1329 et 1333 (date de sa mort).
La révolte menée par Vinatea contre le roi Alphonse IV le Bénigne et son épouse Éléonore de Castille est connue à travers la Chronique de Pierre le Cérémonieux. Cependant, une étude récente du médiéviste Vicent Baydal publiée en 2016, basée sur des documents inédits de la chancellerie royale, remet en question la véracité de certains faits relatés dans la Chronique, puisque, selon cet historien, Pierre IV « le Cérémonieux » altéra le récit des événements pour maquiller l'une des actions pour lesquelles il a été le plus critiqué, le meurtre de son demi-frère Ferdinand (es). En outre, Baydal remet également en question la version communément acceptée présentant Vinatea comme défenseur des libertés de tous les Valenciens ou du royaume, car selon lui, Vinatea « défendait exclusivement les intérêts de la ville de Valence et du domaine royal ».
Le récit de la chronique commence en 1328 lorsque, face à la perspective du mariage d'Alphonse IV « le Bénin » avec Éléonore de Castille, les partisans de l'héritier du trône, le futur Pierre IV (fruit du premier mariage du roi avec la comtesse d'Urgel, Thérèse d'Entença), forcèrent le monarque à jurer un statut selon lequel il n'aliénerait pas de terres du patrimoine royal pendant dix ans, afin de ne pas nuire à l'héritage de son successeur. Cependant, après avoir épousé Éléonore et avoir eu un fils, l'infant Ferdinand, le roi rompit sa promesse et céda en décembre 1329 au nouveau-né les villes d'Orihuela, Alicante, Guardamar, Elda et Novelda dans le royaume de Valence (ainsi que Tortosa en Catalogne et Albarracín en Aragon). Peu de temps après, en 1332, il lui céda également six des principales villes royales valenciennes : Morella, Xàtiva, Alzira, Morvèdre, Castellón et Borriana. Ces villes se révoltèrent, ainsi que la ville de Valence (dirigée par le jurat Vinatea), capitale du royaume, jusqu'à obtenir la révocation de la donation. C'est pourquoi la reine Éléonore déclencha plus tard une persécution contre l'infant Pierre et ses partisans qui ne prit fin que lorsque le roi expulsa de la cour Sancha de Velasco, principale conseillère de la reine. Selon Baydal, cette version des événements justifiait d'une certaine manière le fait que Pierre IV ait ordonné son assassinat plusieurs décennies plus tard (en 1363) en le présentant comme un danger pour la stabilité de la Couronne.
Selon Baydal, la rupture de la promesse d'Alphonse le Bénin de ne pas aliéner de terres du patrimoine royal pendant dix ans n'était pas due à une donation à l'infant Ferdinand mais à son épouse Éléonore. En février 1329, il lui concéda les villes de Morella, Xàtiva, Morvèdre, Alzira et Castellón (ainsi que celles de Huesca et Calatayud en Aragon et Montblanc et Tàrrega en Catalogne) comme dot et arrhes. Ces cinq villes valenciennes, les plus importantes du royaume après la capitale, refusèrent de passer sous la domination directe de la reine et demandèrent également l'intervention des quatre jurats de Valence, mais le roi refusa de les recevoir et les menaça de mort. Comme les villes refusaient même d'envoyer un syndic pour prêter serment sur la reine comme leur nouvelle dame, le roi, « mogut e ençès de gran ira, e per grans induccions feytes per part de la dita senyora reina » (« ému et enflammé d'une grande colère, et par de grandes incitations faites de la part de ladite dame reine »), attaqua certaines d'entre elles en personne et de nuit. Finalement, ces villes furent contraintes d'envoyer des représentants à Valence pour donner leur consentement aux dons.
Ce qui déclencha finalement le conflit autour de Vinatea fut la décision du monarque d'accorder à la reine la Plenitudo potestatis sur les cinq villes, ce qui signifiait qu'à partir de ce moment-là, Aliénor aurait toute l'autorité que le roi lui-même pouvait exercer. Fin novembre 1331, Alphonse le Bénin convoqua les syndics de Valence, mais aucun d'entre eux ne vint, et la ville de Valence, dirigée par le juré Vinatea, décida d'organiser militairement ses habitants, « per deenes e centenars e milers » (« par dizaines, centaines et milliers »), pour répondre à toute agression si le roi forçait les cinq villes à consentir à la nouvelle concession faite à la reine, de façon immédiate et retentissante, avec l’assassinat de tous les conseillers royaux et de leurs entourages. Après avoir proféré cette menace, Vinatea se proposa d'expliquer la décision de la ville au roi et se rendit au palais toyal, situé extra-muros, accompagné du reste des jurats. Le roi accepta finalement de revenir sur sa décision, persuadé également par ses conseillers qui craignaient pour leur vie (per dubte de morir). Peu de temps après, entre février et mars 1332, il ordonna l'expulsion de la cour de Sancha de Velasco, principale instigatrice des faveurs que recevait la reine.
La Chronique rapporte ainsi le discours de Vinatea devant le roi :
« Molt se meravellava del senyor rei, nostre pare, e així mateix de tot son Consell, que aitals donacions faés ne consentís com havia, car allò no volia altre dir sinó tolre los privilegis e separar lo regne de València de la Corona d'Aragó, car, separats les viles e lochs tan appropiats com aquells eren de la ciutat de València, València no seria res, per què ells no consentien en les dites donacions, ans hi contradirien. »
« Il s'étonnait fort de ce que le seigneur roi, notre père [Alphonse le Bénin], et de même tout son Conseil, consentît à de telles donations, car cela ne signifiait rien d'autre que de retirer les privilèges et de séparer le royaume de Valence de la couronne d'Aragon, car, séparés les villes et villages aussi appropriés que ceux-ci l'étaient à la ville de Valence, Valence ne serait rien, et c'est pourquoi ils ne consentiraient pas aux dites donations, mais plutôt les contrediraient. »
La Chronique reproduit ensuite ainsi le dialogue suivant entre le roi et son épouse :
« — Ah, reina! Açò volíes vós oir?
E ella, tota irada, plorant, dix:
 — Senyor, esto non consentría el rey don Alfonso de Castella, hermano nuestro, que ell no los degollase todos.
E lo senyor rei respòs:
 — Reina, reina, el nostre poble és franc, e no és així subjugat com és el poble de Castella, car ells tenen a nós com a senyor, e nós a ells com a bons vassalls e companyos. »
« — Ah, reine ! Est-ce là ce que vous vouliez entendre ?
Et elle, toute en colère, en pleurant, dit :
 — Seigneur, cela le roi don Alphonse de Castille, notre frère, ne le consentirait pas, s'il ne les égorgeait pas tous.
Et le seigneur roi répondit :
 — Reine, reine, notre peuple est franc, et ne est pas aussi subjugué que le peuple de Castille, car ils nous ont comme seigneur, et nous les avons comme bons vassaux et compagnons. »
Selon Baydal, l'objectif de Vinatea était de défendre les intérêts de la ville de Valence — sans les cinq villes « Valence ne serait rien » — et par extension ceux de tout l'ordre royal, qui pendant le règne d'Alphonse le Benin et celui de son prédécesseur Jacques II avait vu son influence réduite lorsque ces monarques avaient cédé le contrôle de Gandia, Dénia, Pego, Orihuela, Alicante, Guardamar, Elche, Segorbe et Corbera. Si la cession des cinq villes était accepté, les seuls lieux d'une certaine importance qui constitueraient le braç reial (« bras royal », l'ordre royal, les territoires de la juridiction du roi) seraient Llíria, Cullera, Ontynient et Bocairent, ce qui affaiblirait considérablement la ville de Valence elle-même en tant que « tête » du royaume («cap i casal del Regne», comme on l'appelait). Selon Baydal, les jurats de Valence ne firent que défendre leurs propres intérêts, et non celui du royaume, pour éviter son éviction du domaine royal en profitant de la résistance des villes à l'extention des pouvoirs de la reine et en mettant en avant le nom du royaume pour légitimer leurs actions, comme ils l'avaient fait pour les fors de Valence.
Autour de 1380, au cours de sa fin de règne, Pierre IV a poursuivi une politique seigneuriale semblable à celle menée par son père et lui-même dans sa jeunesse, qui avaient conduit à la révolte menée par Vinatea, source de nouvelles tensions politiques et dynastiques.

## Reprises contemporaines de la figure de Vinatea

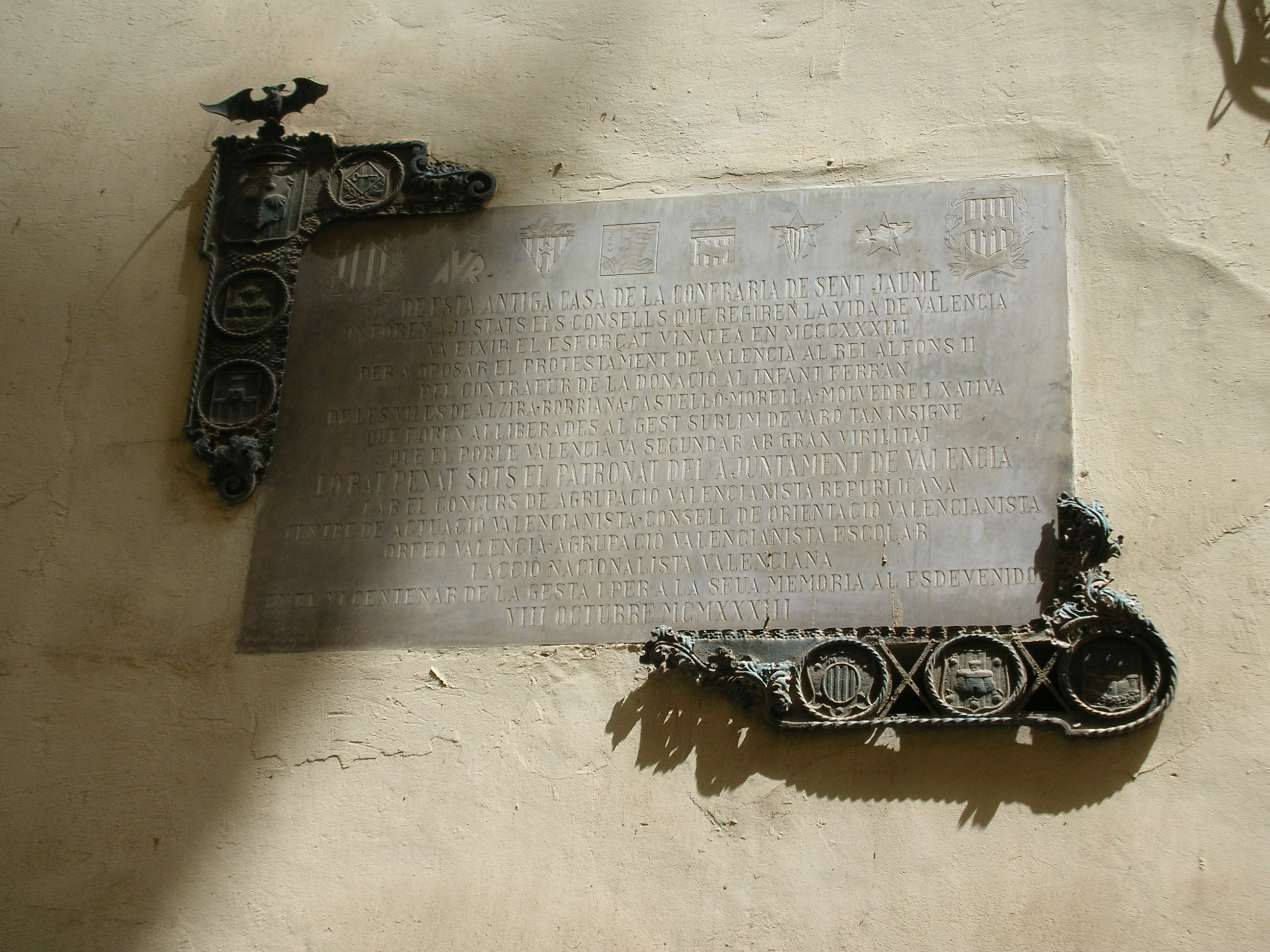
Plaque commémorative du sixième centenaire de la « geste de Vinatea » placée le 8 octobre 1933 sur la façade du couvent de la Pureté de Valence à l'initiative de Lo Rat Penat sous le patronage de la municipalité de Valence et avec le soutien d'autres entités valencistes, comme l'Agrupació Valencianista Republicana, le Centre d'Actuació Valencianista, l'Agrupació Valencianista Escolar et Acció Nacionalista Valenciana.

Le personnage de Vinatea  a fait l'objet d'une rapide mythification. Il est est devenu un héros populaire, symbole de la résistance du royaume et de la préservation de ses fors.
Une cinquantaine d'années plus tard, Francesc Eiximenis considérait Francesc de Vinatea comme le représentant l'essence des libertés valenciennes,.
Au XIXe siècle, la figure de Vinatea est revendiquée dans une pièce de théâtre de Joan Llonín,Los jurados de Valencia, o sea el heroico Vinatea, jouée pour la première fois à Barcelone en 1821, et dans une peinture d'histoire d'Emilio Sala, qui remporta la première médaille à l'Exposition nationale des beaux-arts de 1878. En 1958, Ramón Stolz incorpora une scène similaire dans les peintures murales de la salle des Fors de la hôtel-de-ville de Valence.
En 1974, il est le sujet central d'un opéra écrit par Matilde Salvador avec des paroles de Xavier Casp.
À partir de la fin des années 1970, sa figure est instrumentalisée par le mouvement blavériste. La Real Acadèmia de Cultura Valenciana décerne un prix Vinatea à des écrivains favorable à ses thèses et un collectif portant son nom (colectiu Vinatea [sic]), lié au Grup d'Accio Valencianista (GAV), est l’auteur de diverses menaces et intimidations à des centres éducatifs et militants,, et même les plaques de certains centres de santé de la région (car ils utilisent l'orthographe normative du valencien).
Depuis 1993, à la suite d'une proposition de la conseillère municipale María Dolores García Broch, militante du GAV et co-fondatrice d'Unio (sic) Valenciana, une statue de Vinatea, œuvre du sculpteur Manuel Rodríguez Vázquez, se trouve sur la place de l'Hôtel-de-Ville de Valence, sur l'emplacement de la statue équestre de Franco démantelée en 1983,,.